# Коннор, Мекай
Мекай Коннор (англ. Mekhi Connor; род. 14 января 2008) — ангильский футболист, нападающий клуба «Роаринг Лайонс» и национальной сборной Ангильи.

## Клубная карьера
Взрослую карьеру начал в клубе «Роаринг Лайонс». Первую игру за основной состав провёл 28 ноября 2022 года в матче Кубка президента с «Докс Юнайтед», появившись на поле в середине второго тайма. В чемпионате Ангильи дебютировал 21 января 2023 года в гостевом поединке с «Уэст Энд Предаторз». «Роаринг Лайонс» разгромили соперника со счётом 14:0, а Коннор забил шесть мячей.

## Карьера в сборной
Выступал за юношескую сборную Ангильи до 15 лет, в составе которой в апреле 2023 года стал победителем региональных соревнований команд Американских и Британских Виргинских Островов и Ангильи. В сентябре 2023 года впервые был вызван в состав национальной сборной Ангильи на матч Лиги наций КОНКАКАФ со сборной Сен-Мартена. Дебютировал в её составе 7 сентября, появившись на поле в стартовом составе.

## Клубная статистика
| Выступление      | Выступление      | Выступление      | Лига | Лига | Кубки | Кубки | Конт. кубки | Конт. кубки | Разное | Разное | Итого | Итого |
| Клуб             | Лига             | Сезон            | Игры | Голы | Игры  | Голы  | Игры        | Голы        | Игры   | Голы   | Игры  | Голы  |
| ---------------- | ---------------- | ---------------- | ---- | ---- | ----- | ----- | ----------- | ----------- | ------ | ------ | ----- | ----- |
| Роаринг Лайонс   | Лига Ангильи     | 2022             | 0    | 0    | 2     | 0     | 0           | 0           | 0      | 0      | 2     | 0     |
| Роаринг Лайонс   | Лига Ангильи     | 2023             | 15   | 12   | 0     | 0     | 4           | 0           | 2      | 1      | 21    | 13    |
| Роаринг Лайонс   | Лига Ангильи     | 2024             | 11   | 7    | 5     | 2     | 0           | 0           | 0      | 0      | 16    | 9     |
| Роаринг Лайонс   | Итого            | Итого            | 26   | 19   | 0     | 0     | 0           | 0           | 0      | 0      | 26    | 19    |
| Всего за карьеру | Всего за карьеру | Всего за карьеру | 26   | 19   | 7     | 2     | 4           | 0           | 2      | 1      | 39    | 22    |

## Статистика в сборной
| Матчи и голы Мекая Коннора за национальную сборную Ангильи | Матчи и голы Мекая Коннора за национальную сборную Ангильи | Матчи и голы Мекая Коннора за национальную сборную Ангильи | Матчи и голы Мекая Коннора за национальную сборную Ангильи | Матчи и голы Мекая Коннора за национальную сборную Ангильи | Матчи и голы Мекая Коннора за национальную сборную Ангильи |
| №                                                          | Дата                                                       | Оппонент                                                   | Счёт                                                       | Голы                                                       | Соревнование                                               |
| ---------------------------------------------------------- | ---------------------------------------------------------- | ---------------------------------------------------------- | ---------------------------------------------------------- | ---------------------------------------------------------- | ---------------------------------------------------------- |
| 1                                                          | 7 сентября 2023                                            | Сен-Мартен                                                 | 0:6                                                        | 0                                                          | Лига наций КОНКАКАФ 2023/2024                              |
| 2                                                          | 12 октября 2023                                            | Бонайре                                                    | 0:2                                                        | 0                                                          | Лига наций КОНКАКАФ 2023/2024                              |
| 3                                                          | 18 ноября 2023                                             | Бонайре                                                    | 0:3                                                        | 0                                                          | Лига наций КОНКАКАФ 2023/2024                              |
| 4                                                          | 8 июня 2024                                                | Суринам                                                    | 0:4                                                        | 0                                                          | Отборочные матчи ЧМ-2026                                   |
| 5                                                          | 13 июня 2024                                               | Пуэрто-Рико                                                | 0:8                                                        | 0                                                          | Отборочные матчи ЧМ-2026                                   |